# 波兰戒严
波兰戒严（波蘭語：Stan wojenny w Polsce）是指波兰人民共和国1981年12月13日至1983年7月22日的一段时期，当时波兰共产党政权在国防部长沃伊切赫·雅鲁泽尔斯基的领导下成立救国军事委员会，以发布戒严令和成立军政府的方式对波兰人的日常生活采取了严厉的限制措施，以试图压制政治反对派团结工会。
自1970年代后期以来，波兰陷入严重的经济衰退。波兰统一工人党第一书记爱德华·盖莱克从外国借得一大笔贷款，以实现更好的经济产出，但这些贷款反而导致了国内危机。日用品被大量配给，促进第一个反共产主义工会在共产主义阵营的建立，在1980年盖莱克在签署格但斯克协议后一个月下台并被软禁。在主要工业区工人的多次罢工和示威之后，波兰直接走向破产。新任第一书记沃伊切赫·雅鲁泽尔斯基将军决定在必要时以武力结束示威活动。
1981年12月13日，雅鲁泽尔斯基在电视讲话中宣布实施戒严，此前一天，国务委员会正式批准实施戒严。当时成立了一个宪法外的军政府，即救国军事委员会，以统治波兰。波兰人民军和公民民兵机动预备队开始定期巡逻，控制重要的企业部门，并维持宵禁. 未经许可的城际旅行被禁止，食物短缺加剧，所有媒体和信件都受到审查。波兰安全局窃听公众亭和国家机构电话。数以千计的反对派人士未经审判被关入监狱。尽管1983年波兰解除了戒严，仍有众多政治犯直到1986年才通过获得大赦的方式得到释放。镇压反对派引起了里根政府对波兰和苏联的不满，进一步恶化了前者的经济状况。
一些地区暴发了抗议以抵抗戒严令的实施。12月16日，ZOMO镇压了工业城市卡托维兹的乌杰克煤矿罢工，杀死9名示威者。波兰各地的其他示威活动由军队或准军事部队驱散，他们使用水炮、催泪瓦斯、警棍和棍棒镇压抗议，戒严期间共造成约91人死亡。戒严令成功地打击了团结工会运动，该运动在1980年代后期之前一直处于地下状态。由于参与反政府示威的人数减少，戒严令于1982年12月31日中止，并于1983年7月22日正式解除。

## 背景

### 爱德华·盖莱克的改革（1970-1975）
1970年，盖莱克接任哥穆尔卡成为波兰统一工人党总书记。他采取了一些措施来促进经济发展，和基础设施的现代化。。相较于前任，盖莱克更具有自由化色彩。他希望将波兰人民共和国建立成一个富足同时在东方集团经济上占有重要地位的国家。在他的开放政策下，波兰解除了对西方的旅游禁令，解除了政府对商品价格和商品贸易的限制。私营企业开始出现。GDP有了较快增长。但是，一些党内的强硬派并不支持盖莱克的改革。因为这意味着放弃计划经济体制。
盖莱克积极与美国保持友好关系，以获得对便于外开放的国际环境。他同时也向西方借贷，以获得改革的资金支持，这些钱被用于建设大型项目。例如华沙和西里西亚的第一条全营的高速公路，卡托维兹钢铁厂，华沙中央火车站。以及180万个居民楼来应对人口增长和解决住房问题。1971年至1975年间，农业产值增长了近22%，工业产值每年增长10.5%。

### 经济危机和物资短缺（1976-1979）

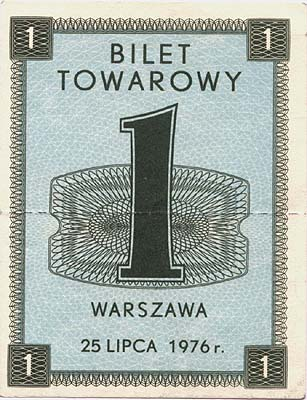
1976推出的一张糖的配给卡

随着债务的进一步扩大，西方国家拒绝继续向波兰提供贷款。由于前几年的经济发展，导致一些企业对进口物资的需求增强。政府不得不减少进口以应对债务增加。同时1973年的石油危机也导致西方国家经济衰退。
困于物资供应的困难，1976年8月，波兰政府不得不重新启用1952年的配给卡制度，用于糖，乳制品，酒精和加工食品的配给。1981年又推出了肉类配给卡和肥皂，卫生纸等日常用品的配给卡。同时可可，烟草，大米等进口产品供给被严重消耗，供不应求。一些地区甚至直接用烟草来交换商品。政府也不得不对外出售煤炭资源以偿还债务。
与此同时，新成立的团结工会鼓励农民不向国家出售农产品（小麦、谷物、水果等）以示抗议。由于团结工会组织的罢工导致生产停止商品短缺。 1980年国民收入比上年下降6%，1981年下降12%。出口数量下降了4.2%。管理不善和浪费现象大量存在。

爱德华·盖莱克（右）与吉米·卡特（左）在1977年国事访问期间。讨论的主要话题是贷款和团结工会。

1980年，波兰外债已超过230亿美元，几乎占波兰GDP的一半。
1981年，波兰向巴黎俱乐部（西欧中央银行集团）通报了其资不抵债的情况，引起了全世界的关注
1981年9月10日，苏联当局通知波兰政府，鉴于波兰目前的局势，苏联将对波兰的石油供应减少64%，天然气供应减少47%。苏联停止向波兰提供柴油。旨在迫使波兰统一工人党当局镇压团结工会。

## 过程

### 秘密准备

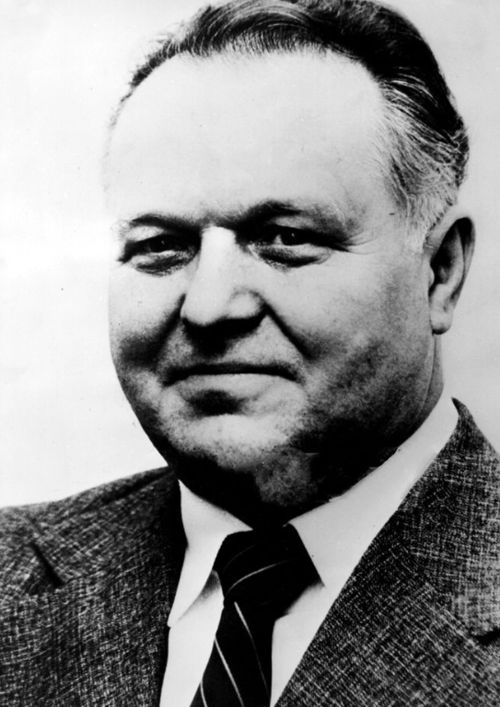
斯坦尼斯瓦夫·卡尼亚，时任波兰统一工人党第一书记

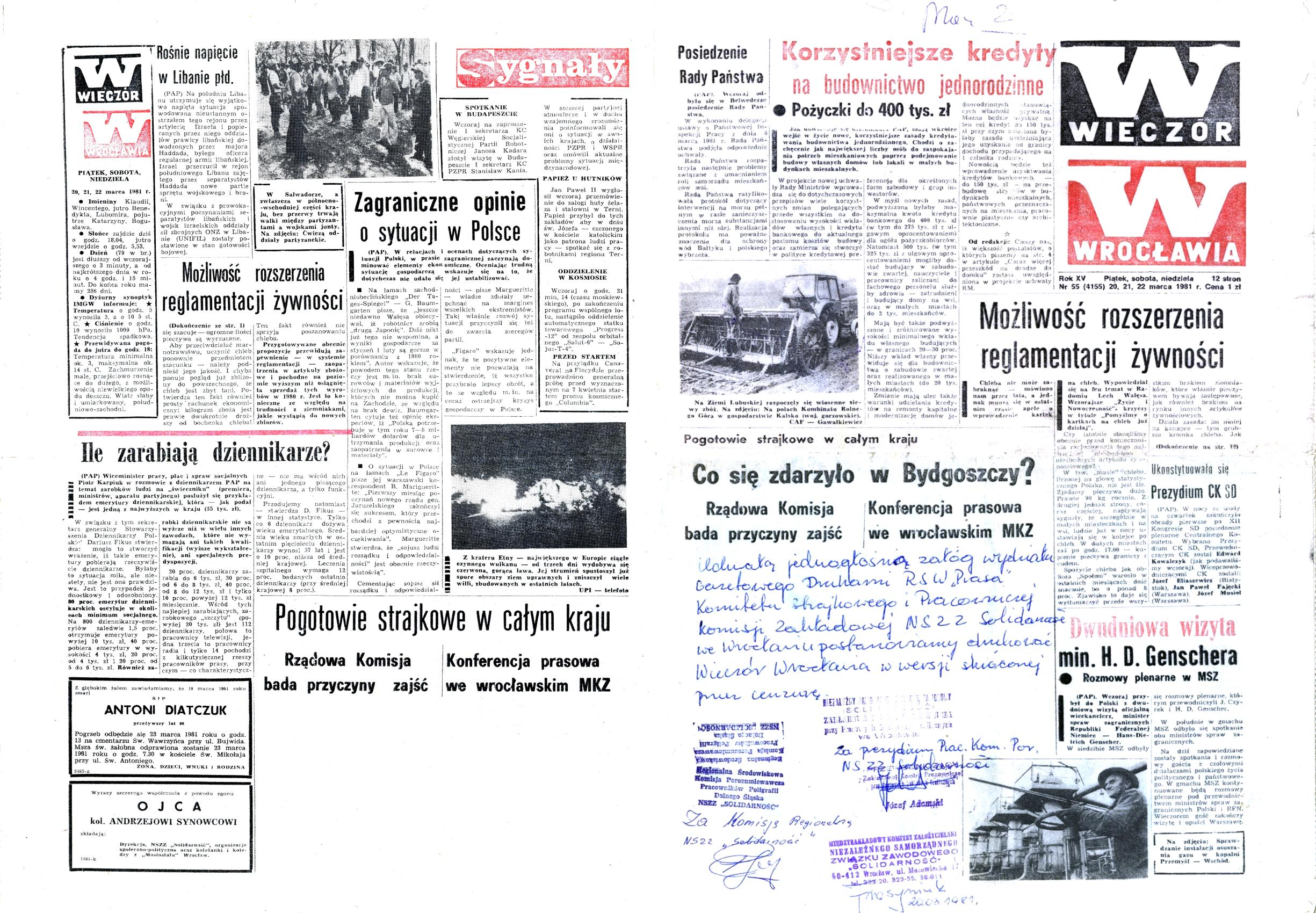
一张被审查的报纸，报道的是彼得哥什事件

在斯坦尼斯瓦夫·卡尼亚的短暂任期内，国防部长沃伊切赫·雅鲁泽尔斯基被选为新一任第一书记。在上任之前，雅鲁泽尔斯基于1980年10月22日命令波兰总参谋部更新全国戒严令的计划。 1980年11月，波兰内政部计划潜在地为逮捕数千名反对派做准备。
1980年12月5日，卡尼亚在莫斯科华约峰会上谈到了戒严令的准备工作。 他就如何削弱团结工会提出了自己的看法，并坚持认为“心理战”是最适合的非暴力方式。他希望能够通过强有力的宣传并部署秘密警察 (SB)渗透到团结工会总部，从而在反对派内部制造内部冲突。
雅鲁泽尔斯基将军对该计划并不完全满意，并且准备好在计划失败的情况下，采用涉及军队的激进行动。卡尼亚警告勃列日涅夫，他认为：“苏联方面为援助雅鲁泽尔斯基而进行的武装干预将遭到“激烈的反抗，甚至是民族起义” 那样会动摇苏联在东欧方面的统治地位。
美国总统吉米·卡特的首席安全顾问兹比格涅夫·布热津斯基表示，如果苏联对波兰进行武装干预，美国将进行还击。当时的美国总统ʽ罗纳德·里根ʼ曾考虑向波兰派遣美军以吓退苏联人。该要求被布热津斯基和哈佛大学的理查德·派普斯拒绝。因为驻扎在欧洲各地的美国军队的能力比苏联军队要弱得多。
1981年2月，国防部和内务部开展了一次训练，目的是探索如何实行戒严。 各部委一致认为，戒严之前应进行适当的宣传，呼吁其支持，而决定本身应基于为社会带来和平与稳定的借口。
1981年7月，苏联增加了在波恩苏利诺沃军事基地的驻军，在没有通知波兰当局的情况下，苏联出人意料地向博尔内苏利诺沃增派了600多辆坦克。一个月后，华约总司令维克多·库利科夫要求在波兰总参谋部安排苏联军事顾问，并下分到所有波兰团。处于怀疑库利科夫代表苏联受命派遣卧底克格勃特工从波兰军方的角度监视波兰的局势。 波兰政府拒绝了请求。
1981年12月13日，雅魯泽爾斯基開始取締團結工聯，頒布戒嚴令並建立救國軍事會議來取代正常政府機能。在格但斯克的團結工聯領導人被拘禁隔離並被嚴密看守著，數千名團結工聯的支持者在午夜被逮捕。在過程中也爆發了數百起罷工和佔領工廠的行動，主要在一些最大的工廠和西里西亞的採礦場，但他們很快被準軍事的鎮暴警察ZOMO部隊給平息。其中一次最大的抗議活動在1981年12月16日於乌杰克煤矿展開，政府部隊對抗議人群開火，殺害9人並造成21人受傷。隔天在格但斯克的抗議活動也導致政府部隊開火殺害1人並造成2人受傷。到12月28日罷工已經平息，而團結工聯表面上也似乎停止了活動。政府在1982年10月8日徹底非法化並禁止團結工聯。
超过 25,000 张宣布戒严的海报在苏联秘密印制，用飞机运到波兰，藏在内政部的大建筑里。甚至波兰统一工人党中央委员会或波兰下议院的一些最知名人士也不知道雅鲁泽尔斯基为煽动戒严而采取的行动。

### 1981年12月12-13日；冷杉和杜鹃花行动
1981年12月12日深夜，波兰国务委员会的成员在华沙美景宫举行会议。并批准了全国戒严令。同时成立救国军事委员会（WRON），其成员多为波兰人民军军官。波兰民众将他们戏称为“乌鸦”（WRON的波兰语含意）。
12月12日22:30，杜鹃花行动开始，波兰安全局，波兰特勤局、ZOMO，MO和边境保护部队以防止传播谣言的理由袭击了451个电信交换设施并切断了电话线。然而，该行动的真正目的是阻止团结工会与其在其他城市的分支机构联系以动员抗议者。广播和电视台也被围困。希望协助逮捕的志愿者被招募到ORMO中。
12月13日0：00，逮捕团结工会领袖行动（冷杉行动）正式开始。约四万军人，三万名内务部官员以及约1,750 辆坦克、1,900辆装甲战车、500辆步战车、9,000辆汽车和几架直升机执行了此次行动。25%的单位集中在首都华沙或周边地区。华沙市民警于凌晨包围座落在市中心的团结工会玛佐夫舍分会总部，搜查并逮捕了一些成员。6：00电视台播出了雅鲁泽尔斯基的戒严演讲。

### 1981年12月16日；镇压乌杰克煤矿罢工
戒严令颁布三天后，工业城市卡托维兹的乌杰克煤矿的矿工开始抗议。 乌杰克的大多数矿工和工人都与团结工会结盟。此外，煤炭是用于发电和供热的宝贵燃料来源，也是主要的出口材料。通过出售和出口煤炭，政府以此获取资金来逐步偿还未偿还的债务。然而，随着团结工会抵制西里西亚的矿山和示威活动变得更加频繁，人民生产水平与国家财政收入一起下降。
雅鲁泽尔斯基认为这是对国家安全和经济的威胁。镇压中使用的部队包括由ORMO支援的8个ZOMO连、7辆水炮车、3个步战车的连和一个坦克连。由于情况紧张。ZOMO和军队向抗议者开火。 21人受伤，8人当场死亡，1人在医院死亡，最小的受害者只有19岁。剩下的人群被猛烈的驱散。矿工们则用他们的工具进行反击，击伤数十名士兵和民兵。这是戒严期间最恶劣的事件之一。

### 宵禁和审查

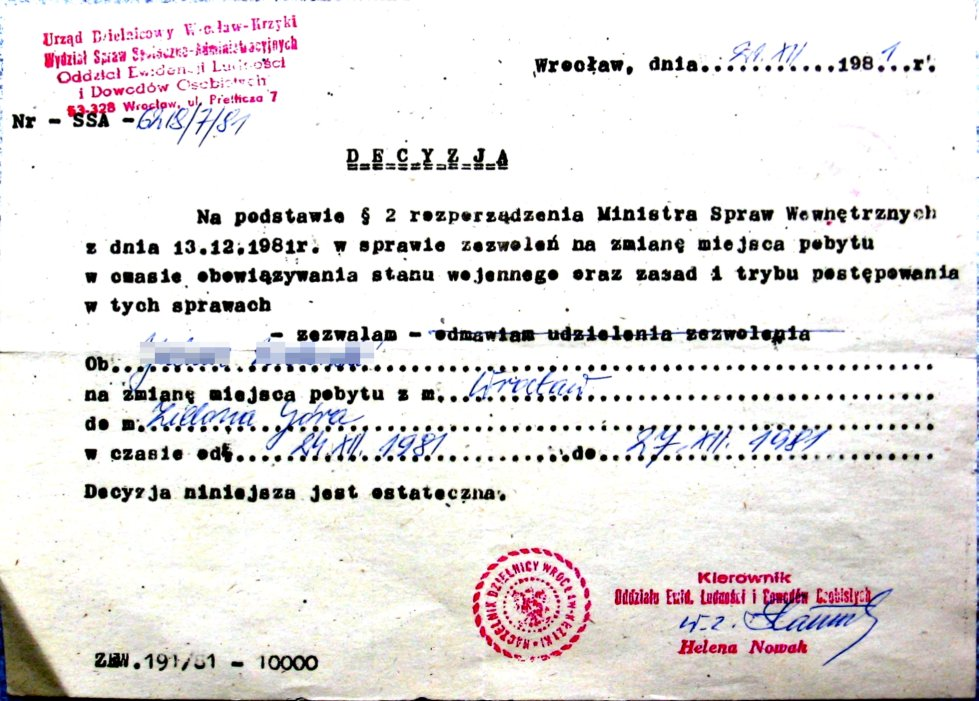
1981年的城际通行证

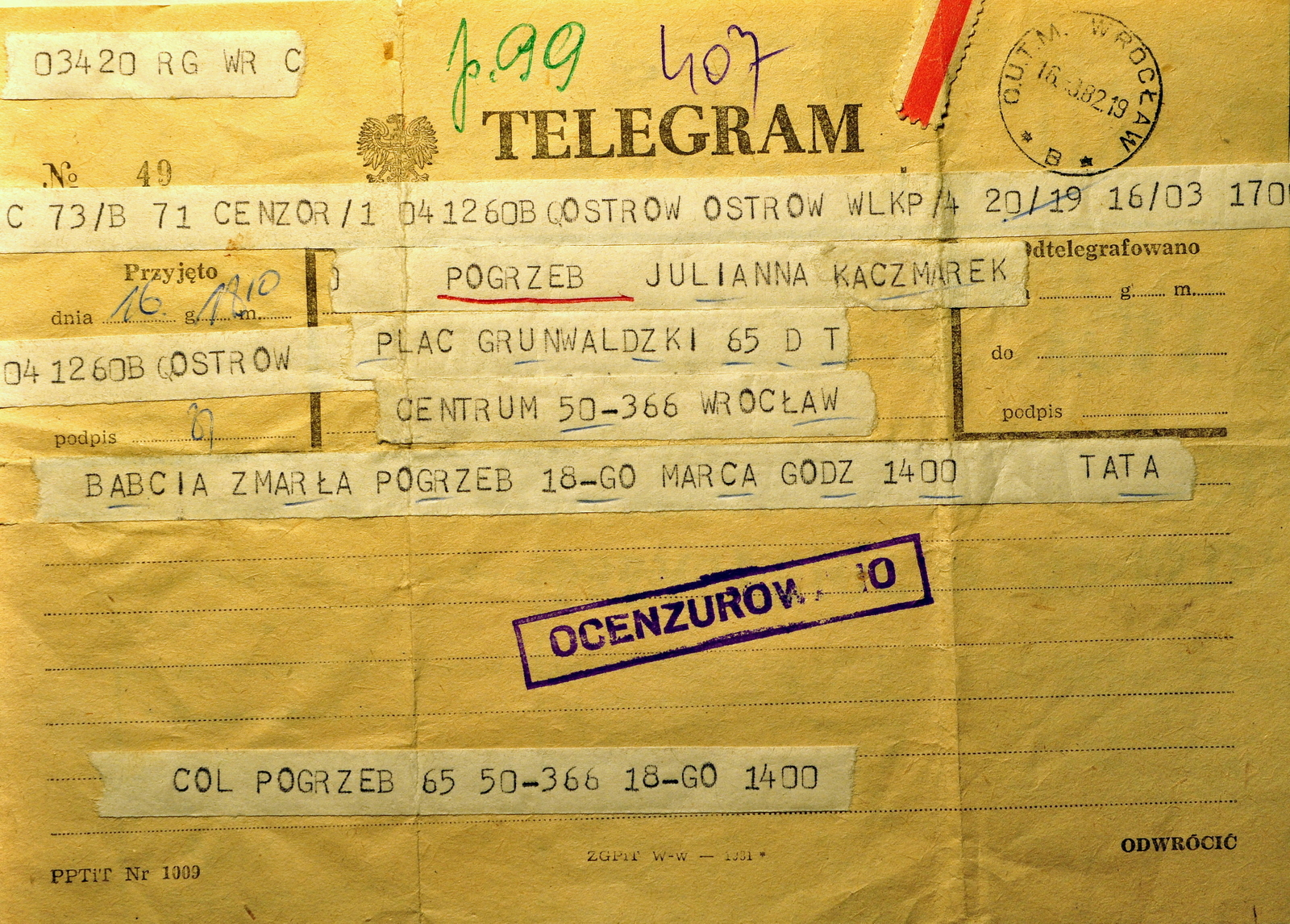
1982年一份被审查的电报

政府规定每周工作六天，而媒体、公共服务、医疗服务、发电站、煤矿、海港、火车站和大多数关键工厂都处于军管之下，员工必须服从军事命令。作为镇压行动的一部分，媒体和教育机构需要接受“验证”，测试每个员工对政权和团结运动的态度；结果，数以千计的记者、教师和教授被迫离职。同时建立军事法庭以绕过正常的庭审流程来处置那些传播“虚假信息”的人。 为了镇压抵抗，政府特工经常窃听和监视民用电话线。

### 概要
在最初实施戒严期间，有数十人丧生。镇压期间的官方报告称大约有12人死亡，而1989年至1991年的议会委员会得出的死亡人数超过90人。大部分人在在1982年的抗议中丧生。
应雅鲁泽尔斯基的邀请，执政的匈牙利社会主义工人党代表团于12月27日至29日访问了波兰。匈牙利人与他们分享了他们镇压1956年“反革命”的经验。在1981年秋，波兰电视台播放了一部关于1956年匈牙利事件的特别影片，展示了叛军绞死安保人员等的场景。

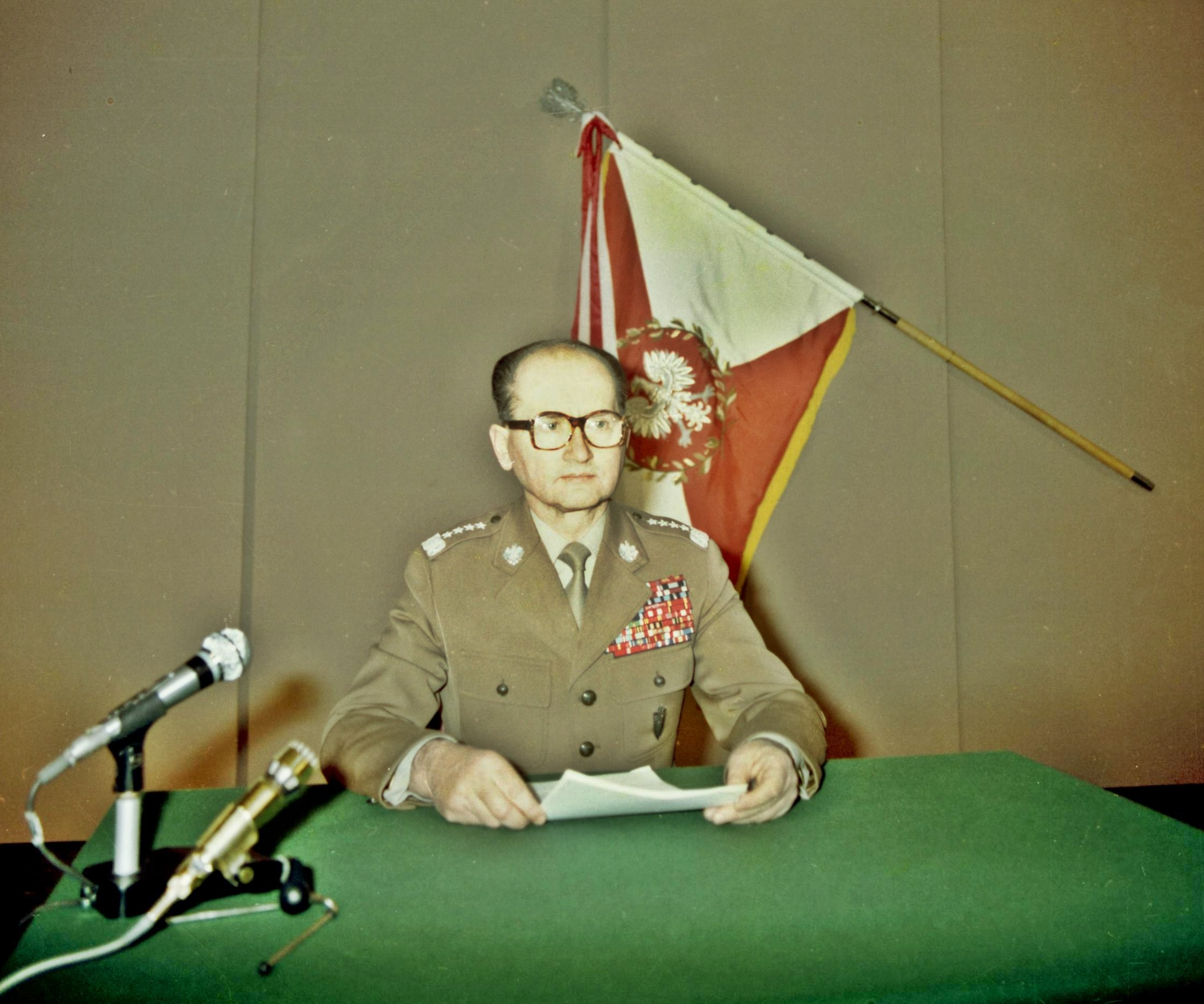
雅鲁泽尔斯基在电视演播室宣布戒严
- 国务院宣布戒严
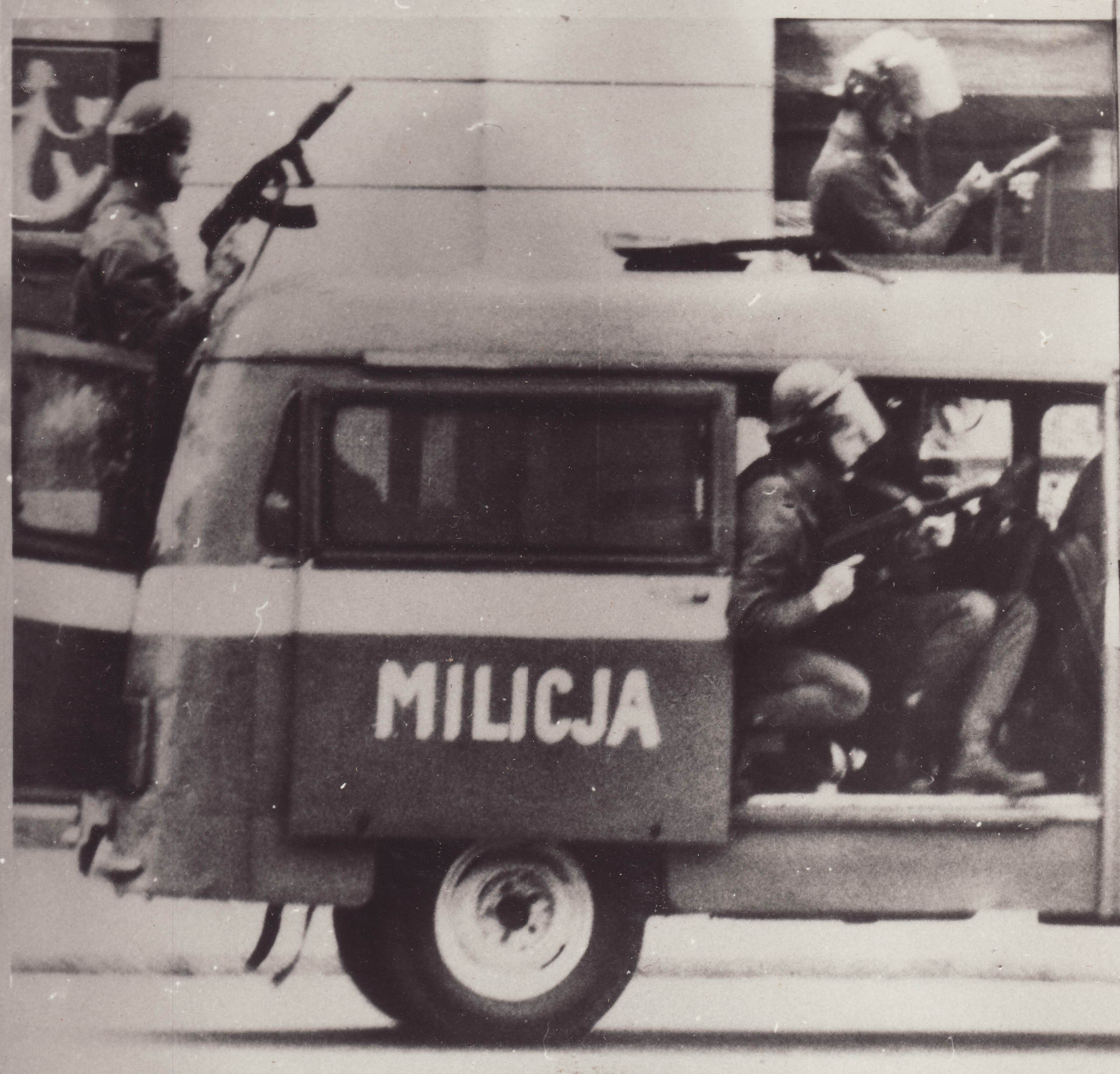
一队警察驱散抗议人群

## 戒严演讲
1981年12月13日早上6点雅鲁泽尔斯基将军出现在波兰电视台上：
“今天，我以一名士兵和波兰政府首脑的身份向你们讲话。我就非常重要的问题向您发表讲话。我们的祖国在深渊的边缘。几代人的成就，我们从尘土中建立的波兰家园即将化为废墟。国家机构停止运作。每一天都在给日益衰退的经济带来新的打击。冲突、误解、仇恨的气氛导致道德堕落，超出了容忍的限度。罢工、准备罢工、抗议行动已成为一种生活常态。甚至在校学生也被卷入其中。昨天晚上，仍有许多公共建筑被占领。充满着对“左派”和持不同意见的人进行报复的呼喊声。
恐怖、威胁和道德仇杀，甚至暴力犯罪的案件都在增加。一波肆无忌惮的犯罪、抢劫和盗窃风潮正在全国蔓延。地下商业大亨的财富达到数百万并且正在增长。混乱和士气低落已经达到了灾难的程度。已经达到了人民心理承受的极限。很多人都陷入了绝望。不仅是几天，几个小时都在带来全国性的灾难。”
“公民们！在波兰历史上这个危难的时刻，我肩上的责任是巨大的。我有责任承担这个责任——关乎波兰的未来，我们这一代人在战争的所有前线为之奋斗，并为此牺牲了一生中最美好的时光。我宣布，今天成立救国军事委员会。根据宪法，国务院将在全国实行戒严。我希望每个人都明白我们行动的动机。军事政变，军事独裁不是我们的目标。
从长远来看，波兰的任何问题都无法通过使用暴力来解决。救国军事委员会并不取代宪法权力机构。它的唯一目的是保持国家的法律平衡，创造保障，为恢复秩序和纪律提供机会。这是使国家摆脱危机、拯救国家免于崩溃的最终方法。
我呼吁所有公民。严峻考验的时代已经到来。我们必须忍受这些，以证明我们配得上波兰。
在所有波兰人民和全世界面前，我想重复一句不朽的话：
波兰没有灭亡，只要我们还活着！”

## 国际反应
在波兰政府镇压乌杰克煤矿罢工之后，美国总统罗纳德·里根對波蘭實行經濟制裁，並且由中央情报局提供資金給團結工聯的地下組織。
教宗若望保禄二世写了一封信给波兰的红衣主教斯特凡·威索齐因斯基，其中他呼吁国家和工人之间的和谈，鼓励波兰人‘自己想办法解决他们的问题，这是不可否认的权利’。

## 结局
戒嚴在1983年7月正式解除，不過對於公民自由和政治生活的控制都更為嚴密了，食物定量配給也更為嚴格了，直到1980年代後期為止。